# 本地漁農美食嘉年華
本地漁農美食嘉年華（英語：FARMFEST HK）为香港地区组织的政府宣傳活動，其由本地漁農美食迎春嘉年華籌委會、蔬菜統營處和魚類統營處舉辦，目的是推廣本地的優質漁農美食。這個活動通常在每年農曆新年前舉行。參與活動的多為本地漁農業者，亦有不少社區企業及有機農產品供應商攤位。活動目標是希望透過活動提升本地農產品的地立，鼓勵香港市民多選擇本地農產品，同時振興本地漁農業發展。
首屆本地漁農美食迎春嘉年華，於2007年1月20及21日在旺角花墟公園舉行，自此每年均有举行。。